# Stadion Miejski w Slušovicach
Stadion Miejski – stadion piłkarski w Slušovicach, w Czechach. Obiekt może pomieścić 7000 widzów. Swoje spotkania rozgrywają na nim piłkarze klubu FC Slušovice.
Od 1979 roku miejscowy klub wspierany był przez prężnie działającą spółdzielnię rolniczą JZD Slušovice. Skutkowało to nie tylko awansem sportowym zespołu (pod koniec lat 80. XX wieku drużyna miała ambicje na awans do I ligi czechosłowackiej), ale także inwestycjami w infrastrukturę stadionu. Po aksamitnej rewolucji i upadku komunizmu w Czechosłowacji spółdzielnia zaprzestała sponsorowania drużyny; w 1992 roku klub odsprzedał licencję na grę w II lidze Viktorii Žižkov. Po przejęciu przez nowych właścicieli (bracia Jan i Emil Řehák) zespołowi ze Slušovic jeszcze raz udało awansować się na drugi poziom rozgrywkowy (II liga czeska), gdzie grał jednak tylko jeszcze przez jeden sezon (1995/1996). W tym samym czasie właściciele przejęli klub ze Zlina, dokąd przenieśli się z najlepszymi zawodnikami; po jednym sezonie w II lidze, w którym Slušovice zajęły 7. lokatę w tabeli klub z powodów finansowych zmuszony był odsprzedać drugoligową licencję do FK PS Přerov, co skutkowało przenosinami drużyny do Przerowa. Zespół ze Slušovic występuje odtąd w niższych dywizjach.
W 1999 roku stadion był jedną z aren Mistrzostw Europy U-16. Rozegrano na nim jedno spotkanie fazy grupowej tego turnieju (25 kwietnia 1999 roku: Słowacja – Szwecja 2:0). 20 czerwca 2001 roku na obiekcie odbył się także mecz grupowy w ramach turnieju o Puchar Regionów UEFA (Madryt – Braga 0:1).